# Усть-Уза
Усть-Уза — село в Шемышейском районе Пензенской области России. Административный центр Усть-Узинского сельсовета.

## География
Село находится на юго-востоке центральной части Пензенской области, в пределах северного склона холмистой Хвалынской гряды, в лесостепной зоне, на западном берегу Сурского водохранилища, вблизи места впадения в него реки Кулы, к востоку от автодороги 58К-161, на расстоянии примерно 8 километров (по прямой) к северо-западу от Шемышейки, административного центра района. Абсолютная высота — 155 метров над уровнем моря.

### Климат
Климат характеризуется как умеренно континентальный. Средняя температура воздуха самого тёплого месяца (июля) — 20 °C (абсолютный максимум — 38 °C); самого холодного (января) — −19 °C (абсолютный минимум — −44 °C). Безморозный период длится 126 дней. Период активной вегетации составляет 135—145 дней. Годовое количество атмосферных осадков — 490 мм, из которых большая часть выпадает в тёплый период. Снежный покров держится в течение 149 дней.

### Часовой пояс
Село Усть-Уза, как и вся Пензенская область, находится в часовой зоне МСК (московское время). Смещение применяемого времени относительно UTC составляет +3:00.

## Население
| 1747  | 1762  | 1795  | 1859  | 1877  | 1884  | 1897  |
| ----- | ----- | ----- | ----- | ----- | ----- | ----- |
| 1092  | ↗1303 | ↗1724 | ↗2492 | ↗2963 | ↗3426 | ↗3884 |
| 1911  | 1914  | 1921  | 1926  | 1930  | 1939  | 1959  |
| ↗5398 | ↘5376 | ↗6690 | ↘5182 | ↗6147 | ↘3168 | ↗3264 |
| 1970  | 1979  | 1989  | 1998  | 2002  | 2010  |       |
| ↗3567 | ↘2395 | ↘1701 | ↘1540 | ↘1427 | ↗1488 |       |

### Национальный состав
Согласно результатам переписи 2002 года, в национальной структуре населения татары составляли 98 %.

## Религия
Мечети
- Мечеть